# Fairchild-Dornier 728
El Fairchild-Dornier 728 fue un proyecto desarrollado por la compañía germano estadounidense Fairchild Dornier GmbH. Tenía como objetivo la creación de una familia de aviones regionales con capacidad entre las 50 a 110 plazas, complementando al Fairchild-Dornier 328JET. A pesar de que se trataba de una aeronave con un diseño moderno, y de que numerosas aerolíneas mostraron un gran interés por el proyecto en el momento de su lanzamiento, el programa dio a su fin cuando la compañía se declaró en bancarrota, poco después de la presentación oficial del primer 728.

## Desarrollo

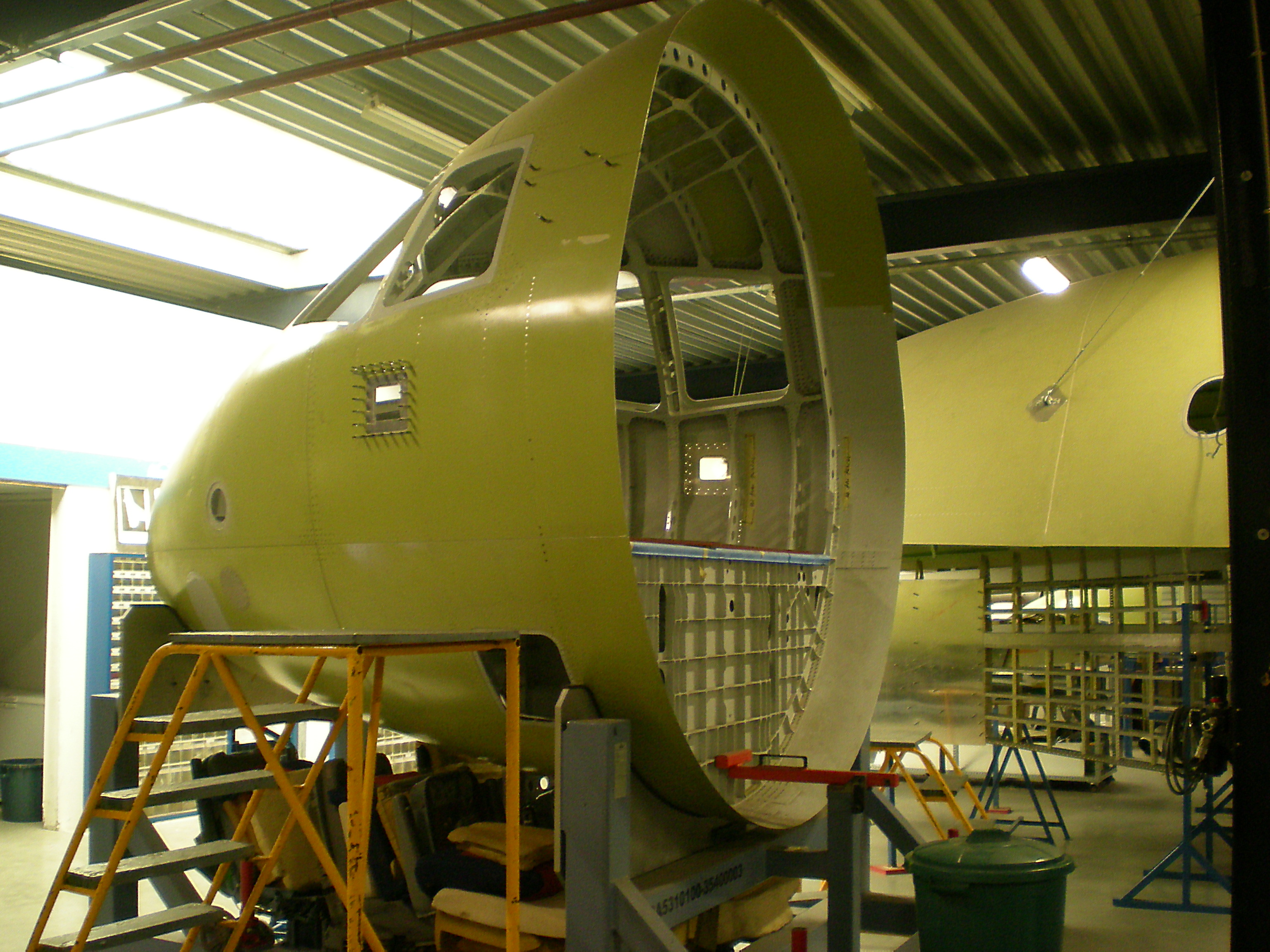
Sección de fuselaje del Fairchild-Dornier 728.

Fairchild Dornier comenzó el proyecto bajo el nombre de X28JET que posteriormente fue denominado como 728JET, y presentado al público general por primera vez en el Salón Aeronáutico de Dubái de 1997. Posteriormente se presentó la familia de aviones regionales, que estaría compuesta por tres modelos, el 528JET, el 728JET y el 928JET, con capacidad entre las 50 a 110 plazas. Esa presentación tuvo lugar en el Salón Aeronáutico de Berlín de 1998, en el cual también recibiría los primeros pedidos por parte de Lufthansa, con 60 pedidos en firme más 60 opciones de compra y de Crossair. Aunque Crossair posteriormente acabaría cancelando el pedido. En junio de 2001, GECAS realizó un pedido por un total de 50 aeronaves, con opciones de compra para otras 50 más.
Fairchild Dornier completó el primer fuselaje en diciembre de 2001. El primer prototipo, denominado "TAC 01" (Test Aircraft 01) se presentó por primera vez al público el 21 de marzo de 2002. En marzo de 2002, el prototipo TAC 03 se trasladó a las instalaciones de IABG en Dresde para llevar a cabo las pruebas estructurales. Estaba previsto que el primer vuelo del 728 tuviese lugar durante el verano de 2002, empezando a entregarse a mediados de 2003, a su primer cliente, Lufthansa Cityline. Sin embargo, el 2 de abril de 2002, Fairchild Dornier se declaró en bancarrota. Poco después de la declaración de quiebra, tanto Lufthansa como GECAS cancelaron sus pedidos, con lo que el programa dio a su fin.

## Especificaciones (728)
Referencia datos: Airliners.net, Flug-Revue

### Características generales
- Capacidad: 80 pasajeros
- Longitud: 27,40 m
- Envergadura: 27,12 m
- Altura: 9,97 m
- Peso vacío: 20.435 kg
- Peso máximo al despegue: 7.364 kg
- Planta motriz: 2× turbofán General Electric CF34-8D1.
  - Empuje normal: 55.6  kN de empuje cada uno.

### Rendimiento
- Velocidad crucero (Vc): Mach 0.81
- Alcance: 3.300 km
- Techo de vuelo: 37.000 ft

### Desarrollos relacionados
- Fairchild Dornier 328JET

### Aeronaves similares
- Airbus A318
- ACAC ARJ21
- Antonov An-148/158
- Bombardier Canadair Regional Jet
- Embraer E-Jets
- Fokker 70/100
- Mitsubishi MRJ 70/MRJ 90
- Sukhoi Superjet 100
- Tupolev Tu-334